# Шамякин, Иван Петрович
Иван Петрович Шамя́кин (бел. Іва́н Пятро́віч Шамя́кін; 30 января 1921 — 14 октября 2004, Минск) — белорусский советский писатель, сценарист и драматург, общественный деятель.
Герой Социалистического Труда (1981). Народный писатель Белорусской ССР (1972). Лауреат Сталинской премии третьей степени (1951). Член ВКП(б) с 1943 года. Академик Национальной академии наук Беларуси (1994).

## Биография
Родился 30 января 1921 года в деревне Корма Гомельского уезда Гомельской губернии (ныне Добрушского района Гомельской области Беларуси) в крестьянской семье.
В 1936 году окончил семь классов Маковской школы, продолжил учёбу в Гомельском техникуме строительных материалов (1936—1940). По окончании техникума работал техником-технологом кирпичного завода в Белостоке. Ещё в техникуме начал писать стихи, участвовал в заседаниях литературного объединения при газете «Гомельская праўда».
В 1940 году был призван в РККА, проходил службу в Мурманске в зенитно-артиллерийской части, в 1944 передислоцирован в Польшу, принимал участие в Висло-Одерской операции и в Берлинской наступательной операции в составе прожекторной роты 16.04.1945. Во время Великой Отечественной войны командир орудийного расчёта, комсорг дивизиона.
После демобилизации в октябре 1945 года работал до 1947 года преподавателем языка и литературы неполной средней школы в деревне Прокоповка Тереховского района. В 1946 году поступил на заочное отделение Гомельского педагогического института.
В декабре 1945 года участвовал в работе первого послевоенного пленума правления СП БССР.
Днём работая в школе, по вечерам проводил семинары агитаторов в колхозе. Собирал материал для романа о белорусских партизанах «Глыбокая плынь» («Глубокое течение»). Роман вышел в 1949 году, в 2005 году был экранизирован.
В 1948—1950 годах учился в Республиканской партийной школе.
Работал старшим редактором Белорусского государственного издательства, главным редактором альманаха «Советская Отчизна». С 1954 года много лет работал заместителем Председателя правления Союза Писателей БССР.
В 1958 году участвовал в расширенном собрании секретариата СП СССР, на котором Борис Пастернак был исключен из числа «советских писателей». В 1991 признавался: «Я не знал Пастернака лично… „Доктора Живаго“ я, конечно, не читал… шел за всеми, я верил им, старым и мудрым».
В 1963 году входил в состав белорусской делегации на XVIII сессии Генеральной Ассамблеи ООН.
Депутат Верховного Совета БССР (1963—1985). Председатель Верховного Совета БССР (1971—1985). Депутат Верховного Совета СССР (1980—1989).
Главный редактор издательства «Белорусская советская энциклопедия» (1980—1992).
Скончался 14 октября 2004 года в Минске. Похоронен на Восточном кладбище.

## Семья
- Супруга — Мария Филатовна (в девичестве Кротова).
- Дети — дочери Татьяна, Олеся и Лина Шамякины.

## Творчество
В 1944 году написал рассказ на белорусском языке «У снежнай пустыні» (опубликован в 1946 году). Первым крупным произведением И. П. Шамякина была повесть «Помста», опубликованная в 1945 году в белорусском журнале «Полымя».
В 1957 году появляется роман о жизни сельской интеллигенции под названием «Криницы» (бел. «Крыніцы»), экранизированный режиссёром Иосифом Шульманом на киностудии Беларусьфильм (1964).
Появляется цикл из пяти повестей, объединённых общим названием «Тревожное счастье» (бел. «Трывожнае шчасце»). Популярными становятся романы И. П. Шамякина «Сердце на ладони» (бел. «Сэрца на далоні») (1964), «Снежные зимы» (бел. «Снежныя зімы») (1968), «Атланты и кариатиды» (бел. «Атланты і карыятыды») (1974), посвящённые проблемам современной жизни. В 1981 году написан роман «Петроград — Брест», в 1986 году — автобиографическая книга «Корни и ветви» (1986).

## Награды и звания
- Герой Социалистического Труда (29.01.1981)
- Орден Ленина (29.01.1981)
- Орден Октябрьской Революции (23.03.1976)
- Три Ордена Трудового Красного Знамени (25.02.1955; 28.10.1967; 29.01.1971)
- Орден Отечественной войны II степени (06.04.1985)[5]
- Орден «Знак Почёта» (30.12.1948)
- Орден Дружбы народов (14.05.1991)
- Орден Отечества (Беларусь) III степени (26.01.2001) — за большой личный вклад в развитие белорусской художественной литературы, активную творческую и общественную деятельность[6]
- Медаль «За боевые заслуги»
- Медаль «За оборону Советского Заполярья»
- Медаль «За взятие Берлина»
- Медаль «За победу над Германией в Великой Отечественной войне 1941—1945 гг.»
- Медаль Франциска Скорины
- Сталинская премия третьей степени (1951) — за роман «Глубокое течение» (1949)
- Литературная премия имени Якуба Коласа (1959)
- Государственная премия БССР имени Якуба Коласа (1968) — за роман «Сердце на ладони» (1963)
- Литературная премия Министерства обороны СССР (1978)
- Государственная премия БССР в области театрального искусства, кинематографии, радио и телевидения (1982) — за кинофильм «Возьму твою боль»
- Серебряная медаль имени Александра Фадеева (1974)
- Народный писатель Белорусской ССР (1972)
- Почётная грамота Национального собрания Республики Беларусь (25 января 2001 года) — за большой вклад в национальную литературу и духовную культуру Беларуси, особые заслуги в деле государственного развития Республики Беларусь и активную общественную деятельность[7].
- Премия Союзного государства в области литературы и искусства (12.04.2002) — за произведения литературы и искусства, вносящие большой вклад в укрепление отношений братства, дружбы и всестороннего сотрудничества между государствами — участниками Союзного государства[8]
- Член-корреспондент Академии наук БССР (1980)
- Академик Национальной академии наук Беларуси (1994)

## Экранизации
- 1964 — Криницы (по мотивам романа «Криницы») (реж. Иосиф Шульман, «Беларусьфильм»).
- 1964 — Сердце на ладони (по мотивам романа «Сердце на ладони») (реж. Виктор Карпилов, «Белорусское телевидение»).
- 1973 — Хлеб пахнет порохом (по мотивам повести «Эшелон в Германию») (реж. Вячеслав Никифоров, «Беларусьфильм»).
- 1978 — Торговка и поэт (экранизация повести «Торговка и поэт») (реж. Самсон Самсонов, «Мосфильм»).
- 1980 — Атланты и кариатиды (экранизация романа «Атланты и кариатиды») (реж. Александр Гуткович, 8 серий, «Белтелефильм»).
- 1980 — Возьму твою боль (по мотивам романа «Возьму твою боль») (реж. Михаил Пташук, «Беларусьфильм»).
- 1980 — Свадебная ночь (по мотивам повести «Брачная ночь») (реж. Александр Карпов, «Беларусьфильм»).
- 1994 — Эпилог (по мотивам повестей И. Шамякина) (реж. Игорь Добролюбов, «Беларусьфильм»).
- 2005 — Глубокое течение (по мотивам романов «Снежные зимы» и «Глубокое течение») (реж. Маргарита Касымова и Иван Павлов, УП «Национальная киностудия „Беларусьфильм“»)[9].

## Память
- В честь И. Шамякина назван Мозырский государственный педагогический университет.
- В Минске на фасаде дома № 11 по улице Янки Купалы, в котором писатель прожил с 1969 по 2004 годы, установлена мемориальная доска.
- Именем И. Шамякина названа одна из улиц в микрорайоне «Сухарево-4» города Минска, в Гомеле, Смолевичах, Фаниполе.
- В 2006 году в Корме Добрушского района Гомельской области установлен бюст И. Шамякину (скульпторы Дмитрий и Иван Попов).
- В 2016 году в отделе краеведения Гомельской областной универсальной библиотеки имени В. И. Ленина открыта музейная экспозиция, посвящённая народным писателям БССР — уроженцам Гомельщины.
- В 2016 году в Корме Добрушского района Гомельской области установлена мемориальная доска И. Шамякину в честь его 95-летия на здании Кормянской сельской библиотеки, носящей имя знаменитого земляка.
- 3 сентября 2022 года в День белорусской письменности в Добруше Гомельской области открыт памятник И. Шамякину (скульпторы Владимир Пипин и Константин Костюченко)[10][11]. В Добрушском районном краеведческой музее открыта постоянно действующая экспозиция, посвящённая И. Шамякину[12].
- 1 июля 2025 года на здании редакции газеты «Гомельская праўда» (Гомель, ул. Полесская, 17а) торжественно открыта памятная доска в честь писателей, поэтов и журналистов, творческая судьба которых связана с данным изданием: Иван Шамякин, Роман Соболенко, Павлюк Трус, Анатолий Гречаников, Павел Пронузо, Михась Даниленко, Александр Капустин, Микола Метлицкий[13][14].

## В филателии и нумизматике
- 2 июня 2006 года выпущена в обращение почтовая марка «85 лет со дня рождения И. П. Шамякина»[15].
- 8 февраля 2021 года Министерство связи и информатизации Республики Беларусь выпустило в обращение почтовый блок «Народные писатели Беларуси», один из них посвящён Ивану Шамякину[16].
- 25 мая 2021 года Национальным банком Республики Беларусь введены в обращение памятные монеты «Іван Шамякін. 100 гадоў» («Иван Шамякин. 100 лет»)[17].

## В кинематографии
- О И. Шамякине сняты документальные фильмы «Пока есть сила» (1979, режиссёр Д. Михлеев), «Мгновения жизни» (2000, режиссёр В. П. Цеслюк, Белорусский видеоцентр).